# Diplomitrion
Diplomitrion là một chi rêu trong họ Pallaviciniaceae.